# Zamia dressleri
Zamia dressleri — вид голонасінних рослин класу Саговникоподібні (Cycadopsida).
Етимологія: названий на честь Роберта Дресслера, який був першим, хто визнав його як самостійний вид.

## Опис
Стовбур підземний, 3–5 см діаметром. Листя зазвичай поодинокі (2–3), довжиною 0,5–1,5 м; черешок 0.3–1 м; хребет з 2–5 парами листових фрагментів, іноді з кількома колючками в нижній третині. Листові фрагменти еліптичні, рифлені між жилками на верхній поверхні, клиновиді біля основи, загострені на вершині, краї пилчасті у верхній третині, середні — 30–50 см завдовжки, 12–15 см шириною. Пилкові шишки від кремових для жовтувато-коричневих, від циліндричних до подовжено-циліндричних, довжиною 5–8 см, 1–2 см діаметром. Насіннєві шишки від вино-червоних до темно-червоно-коричневих, короткого черешчаті, яйцевидо-циліндричні, завдовжки 10–15 см, 3–4 см діаметром. Насіння червоне, яйцевиде, 1–1,5 см діаметром.

## Поширення, екологія
Цей вид є ендеміком Панами. Цей вид зустрічається на добре дренованих ґрунтах в підліском первинного тропічного лісу.

## Загрози та охорона
Вид був порушений руйнуванням місця існування в результаті очищення земель для житлового будівництва і лісозаготівель. Основні дороги планується провести через одне із місць зростання.